# Откровение (Легенда о Корре)
«Откровение» (англ. The Revelation) — третий эпизод мультсериала «Аватар: Легенда о Корре». Премьера которого состоялась 21 апреля в США и 9 сентября в России на канале Nickelodeon.

## Сюжет
К «Огненным хорькам» приходит организатор чемпионата соревнований по спортивной магии и выплачивает деньги, однако взымает их за разные вещи. Он также говорит, что им нужно внести 30 000 юаней для участия в турнире к концу недели, иначе они не смогут играть в чемпионате. Команда думает, что делать, и Болин решает развлекать людей на улицах со своим огненным хорьком Пабу. Его представления никого не привлекают, но к нему приезжает Тёмный Шин из Тройной Угрозы и предлагает работёнку. Мако тем временем пашет на электростанции, а когда возвращается домой, то не обнаруживает брата. Он идёт к Корре, которой удалось пройти через вращающиеся двери, и вместе они отправляются на поиски Болина. Прибыв к месту, где тот зависает, Мако за деньги узнаёт от пацанёнка, что здесь происходило. Поняв, что Болин у Триады, Корра и Мако отправляются в штаб-квартиру бандитов. Прибыв туда, они натыкаются на людей в масках, которые похищают преступников и Болина. Аватар и Мако гонятся за ними, но злоумышленники вступают в бой и применяют технику блокировки ци, одолевая магов. Нага прогоняет их, и Мако рассказывает, что это были Уравнители, подручные Амона.
Они отправляются в парк, чтобы найти протестанта, призывающего вступать к Уравнителям, и ждут его. Корра узнаёт, что братья раньше работали на Триаду. Мако говорит, что был у них счетоводом, чтобы прокормить младшего брата после того, как их родителей убил маг огня на глазах у первого, когда ему было 8 лет. Утром они просыпаются, прижавшись друг к другу, и отскакивают. Корра и Мако слышат вещающего бунтаря и идут к нему. Аватар выпытывает у него, где Болин, но тот ей ничего не говорит. Мако замечает упавшие листовки, на которых объявлено об «Откровении», которое устраивает Амон в 9 вечера. Они выясняют местоположение собрания и идут туда. У входа Корра берётся под руку Мако, чтобы не вызывать подозрений, и они заходят внутрь, предъявляя охраннику листовку. Там они видят толпу ненавистников магов. Появляется Амон и зачитывает единомышленникам речь, рассказывая, что рос на ферме, но из-за того, что он и его родители не были магами, их угнетал один маг огня. Когда однажды отец Амона воспротивился ему, маг сделал ребёнка сиротой и лишил лица. Потому он носит маску. Амон обещает эру равновесия и выводит лидера Триады — Удара Молнии Золта с его бандитами. Среди них — Болин. Он собирается покарать Золта, но даёт ему шанс защититься, развязывая главаря. Босс Тройной Угрозы атакует Амона магией огня, но лидер Уравнителей справляется с ним и лишает сил магии навсегда. Корра и Мако придумывают план: Аватар бежит к трубам, чтобы выпустить пар от воды, а Мако пробирается к сцене. Корра сталкивается с охранником и побеждает его, толкая на трубы и выпуская пар. Амон лишает сил остальных членов Триады и добирается до Болина, но из-за саботажа, Мако удаётся спасти брата, и они убегают. На улице их догоняет Уравнитель и побеждает, но его одолевает Корра, и друзья окончательно уходят. Затем Корра рассказывает о произошедшем Тензену, и последний настораживается опасностью революции.

## Отзывы
Макс Николсон из IGN поставил эпизоду оценку 8,5 и написал, что совместные поиски Болина «были отличным способом заставить» Корру и Мако, чьи отношения напряжены, работать вместе. Критику очень понравилось «их растущее взаимопонимание на протяжении всего эпизода». Рецензент похвалил предысторию Амона и посчитал, что его мотивы действительно «кажутся правдоподобными». Николсон добавил, что «он более привлекательный персонаж, чем Лорд Огня Озай».
Эмили Гендельсбергер из The A.V. Club поставила эпизоду оценку «B+» и написала, что «Корра быстро прогрессирует», ведь «теперь она не только может пробираться через проклятые вращающиеся двери, но и её наивность в отношении городской жизни», «похоже, даёт трещину». Каси Феррелл из Den of Geek посчитала интересной идею о «науки и магии» в эпизоде, когда «Уравнитель использовал палки, образующие молнии как электро-разряды», и задалась вопросом, «должна ли технология заменить духовную магию?».
Главный редактор сайта The Filtered Lens, Мэтт Доэрти, поставил эпизоду оценку 9 из 10 и отметил, что «в „Откровении“ было всё, что должно быть в великом эпизоде: завораживающий экшн, потрясающий юмор и основные сюжетные моменты». В Cinelinx написали, что «„Откровение“ отлично отразило общую угрозу сериала».
Эпизод собрал 3,55 миллиона зрителей у телеэкранов США.